# セントライズ栄
セントライズ栄（セントライズさかえ）は、愛知県名古屋市中区栄にある複合ビル。

## 概要
名古屋証券取引所が入っていた旧名古屋証券ビルと名古屋証券会館跡地の再開発プロジェクトとして、平和不動産により建設された複合ビル。安藤忠雄と三菱地所設計が設計を担当。
建物は高さ58.36m、地下2階、地上12階の高層ビルで地下1階から地上2階は店舗フロアとなっており、東海地方初出店となるソニー直営店のソニーストアやCOCO塾のほか、名古屋めしの老舗である矢場とんや山本屋本店が入居する。3階から12階のオフィスフロアには平和不動産名古屋支店のほか、博報堂や大広、読売広告社など博報堂DYグループの広告代理店などが入居している。

## 施設
オフィスフロア (3F - 12F)
- 博報堂中部支社
- 博報堂DYメディアパートナーズ中部支社
- 博報堂プロダクツ中部支社
- 大広名古屋支社
- 読売広告社名古屋支社
- アド大広名古屋
- 平和不動産名古屋支店
- 平和サービス名古屋支店
- 三陽商会名古屋支店

店舗フロア (B1F - 2F)
- COCO塾栄校
- ソニーストア名古屋
- 矢場とん栄セントライズ店
- 山本屋本店栄中央店

過去に存在した店舗
- 博多もつ鍋やまや - 2024年1月8日閉店

- 播磨屋ステーション名古屋栄店 - 2011年6月27日から「臨時休業」していたが[3]、そのまま再開することなく撤退。跡地にはCOCO塾が入居している。

## 交通アクセス
- 名古屋市営地下鉄名城線・東山線「栄駅」から徒歩約5分。